# Magazyn Kontakt
Magazyn Kontakt – czasopismo dostępne w wersji papierowej oraz internetowej, redagowane przez środowisko związane z warszawskim Klubem Inteligencji Katolickiej, który jest wydawcą magazynu.

## Idea
„Kontakt” jest czasopismem lewicy katolickiej. Jego deklaracja programowa głosi: „Wierzymy, że możliwa jest budowa społeczeństwa przekraczającego podziały ekonomiczne, polityczne, kulturowe, religijne. Zmieniamy Kościół od wewnątrz”. Pojęcie lewicy katolickiej „Kontakt” wiąże ze sprawiedliwością społeczną i ekologiczną, przeciwdziałaniem ubóstwu, wykluczeniu i przemocy, pokładaniem nadziei we wspólnotach, a także przekonaniem, że „inny Kościół jest możliwy”.

## Współpraca
Magazyn Kontakt jest jednym z czasopism uczestniczących w projekcie „Spięcie”. Bierze w nim udział wraz z Klubem Jagiellońskim, Krytyką Polityczną, Kulturą Liberalną i Nową Konfederacją. Na tle innych czasopism „Kontakt” wyróżnia się dużą przestrzenią oddaną ilustratorom.

## Tematyka
Tematy ostatnich numerów „Kontaktu” zogniskowane były wokół chrześcijańskiego feminizmu (nr 32, „Kobiety w Kościele”), wykluczenia związanego z bezdomnością (nr 33, „Bezdomność”), negatywnej i pozytywnej roli gniewu (nr 34, „Święty gniew”), edukacji i wychowaniu (nr 35, „Czyje są dzieci?”), biblijnym inspiracjom katolewicy (nr 36, „Biblia dziesięciolecia”), ochronie środowiska (nr 37, „Ekolodzy będą zbawieni”), ochronie zdrowia (nr 38, „Zdrowie bez recepty”), problemom związanym z przynależnością do Kościoła rzymskokatolickiego (nr 39, „Dlaczego wciąż jesteśmy w Kościele?”), optymizmowi, nadziei i utopii (nr 40, „Kryzys wyobraźni”) oraz Janowi Pawłowi II (nr 41, „Czyj papież?”).
Treści niezależne od tematów numerów publikowane są w działach tematycznych: „Fotoreportaż”, „Lewa Nawa”, „Poza Centrum”, „Obywatel”, „Kultura”, „Krajoznawczy”, „Zmiennik”. Pismo ma również wydanie internetowe, magazynkontakt.pl, w ramach którego m.in. raz w miesiącu ukazują się odsłony tematyczne.